# Amnat Charoen
Amnat Charoen (in thailandese อำนาจเจริญ), è una città minore della Thailandia. Il territorio comunale occupa gran parte del Sottodistretto di Bung, facente parte del Distretto di Mueang Amnat Charoen, che è capoluogo della provincia omonima, nel gruppo regionale della Thailandia del Nordest.